# Handskehøj
Handskehøj er en gravhøj beliggende ved Ellemosen nær Ramløse. Egnen omkring Ramløse har mange spor efter  menneskelig aktivitet allerede i  bronzealderen. Gravmælerne Hyrdehøj og Handskehøj er imponerende store, og på de dyrkede marker mellem disse høje er der spor af overpløjede gravhøje fra samme tidsalder.   Handskehøj dateres til mellem 1800 f.kr og 500 f.kr.